# Berthoult
Berthoult (ou Sire Berthoult) est un géant de processions et de cortèges inauguré en 2000 et symbolisant la commune de Bailleul-Sir-Berthoult dans le Pas-de-Calais en France.
Comme tous les Géants et dragons processionnels de Belgique et de France, il figure sur la liste du patrimoine culturel immatériel de l'humanité en Europe.

## Description
Le géant, qui est rénové en 2015, représente un chevalier, a une hauteur de 4,80 m et un poids de 75 kg.
Son bouclier est décoré par son blason (qui est devenu les armoiries de la commune). Son épée est passée simplement dans sa ceinture et il tend une bourse dans la main droite.

## Histoire
Le Géant est un seigneur du XIe siècle qui aurait donné son nom au village.

## Pour approfondir